# Батайки
Батайки — село в Ступинском районе Московской области.

## История
Крохотное село в 30 дворов, коих не счесть на Руси. Поговаривают, что в старину носило оно другое название — Батасово. Как возникло и когда — достоверно неизвестно. В древних описях 1578 года место это значится пустошью. В те времена пустошью называли поселение, которое почему-то оставили люди. Выходит так, что лесная стоянка здесь с незапамятных времен.
Одни считают, что имя своё деревня получила оттого, что тут, вдали от дорог, скрытно от глаз врагов, разбивал лагерь сам хан Батый. Другие припоминают, что протекала здесь речушка, то ли Батайка, то ли Ботаинка.
Запись же от 1677 года свидетельствует, что стоит там вновь заселенная деревня Батайки.
В 1744 году церковь Казанской Пресвятой Богородицы села Богородицкого (Богороцкого) или Ботаики относилась к каширской десятине Коломенского уезда. В приходе церкви находилось 26 дворов, в которых проживало 226 человек: 111 прихожан мужского пола и 115 - женского.
Штат церкви состоял из попа Василья Артемьева [сына] и дьякона Артемья Кондратьева [сына].
Село принадлежало майору Бахметеву Александру Степанову сыну. У него на селе был собственный двор с дворовыми людьми.
В 1782 году штат церкви изменился: иерей Максим Васильев [сын] и дьячек Максим Федотов [сын].
Приход церкви вырос и составлял 391 человек.
*
Речки ныне там никакой нет. Деревня Батайки Ступинского района — есть.
И есть руины большого храма.

## Население
| 2002 | 2006 | 2010 |
| ---- | ---- | ---- |
| 47   | ↘16  | ↗23  |

## Разрушенный храм

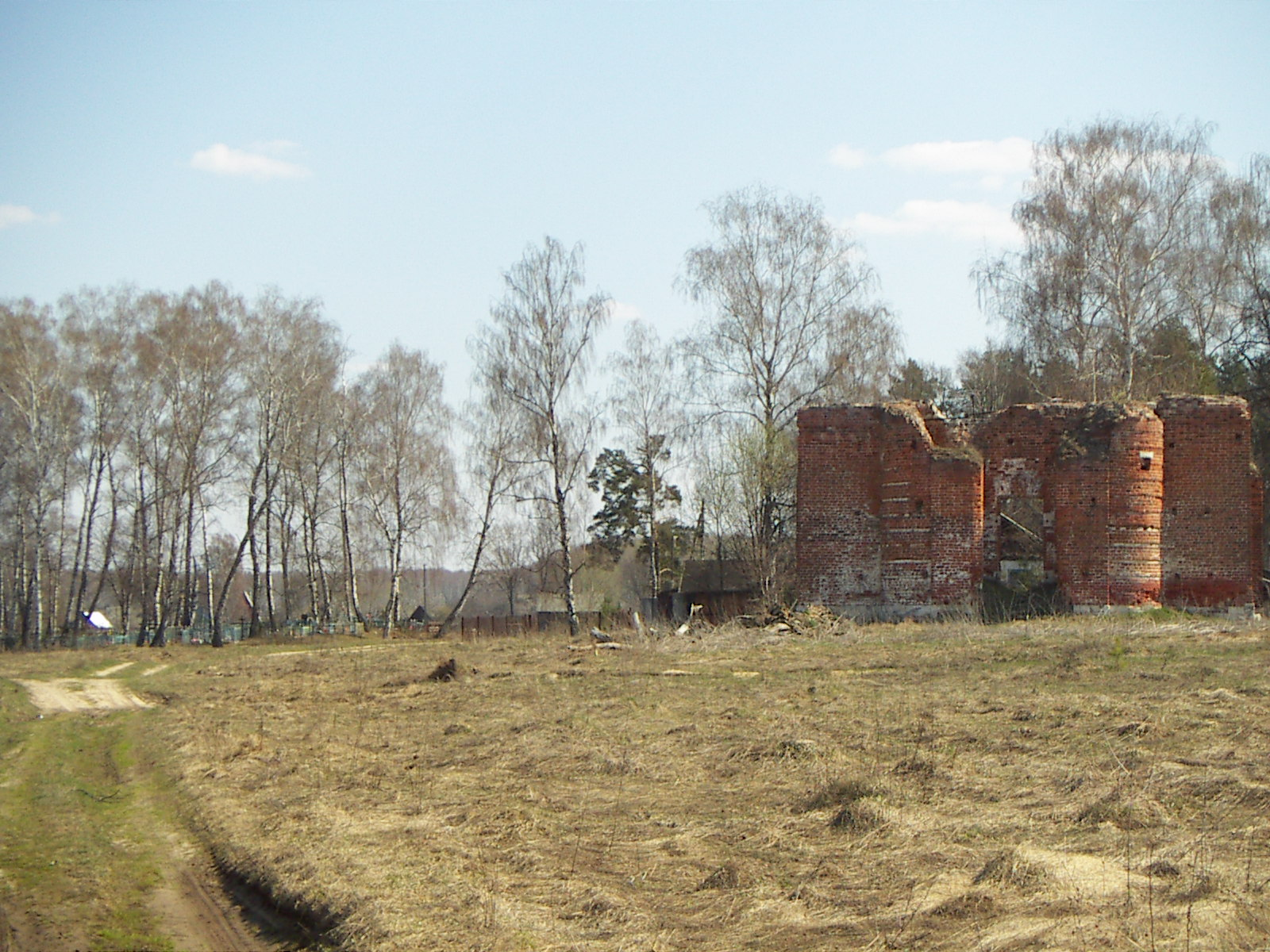
Разрушенная церковь Покрова Пресвятой Богородицы

В самом центре деревни Батайки стоял величественный храм — церковь Покрова Пресвятой Богородицы. Кирпичный храм был построен в 1828 году на деньги крестьянина Григория Варфоломеева вместо деревянной церквушки, которую снесли. Приписан он был к церкви Казанской иконы Божьей Матери в селе Суково.
В советские годы храм был полностью разрушен. до наших дней дошли только руины.
Сохранились стены первого этажа. Располагалась здесь трапезная храма с престолами Рождества Христова и Рождества Богородицы.
По развалинам можно судить, что это не простая сельская церковь, а воистину жемчужина русского зодчества. Причины появления столь внушительного церковного заведения в глухомани остаются загадкой.